# Massif de Visegrád
Le massif de Visegrád (en hongrois : Visegrádi-hegység) est un massif montagneux d'origine volcanique de Hongrie, situé dans le Nord du pays, entre Visegrád, Pomáz et Esztergom, au creux du Coude du Danube. Traditionnellement situé dans le massif de Transdanubie, il appartient géologiquement au massif du Nord. Le point culminant est le Dobogó-kő à 700 mètres d'altitude.

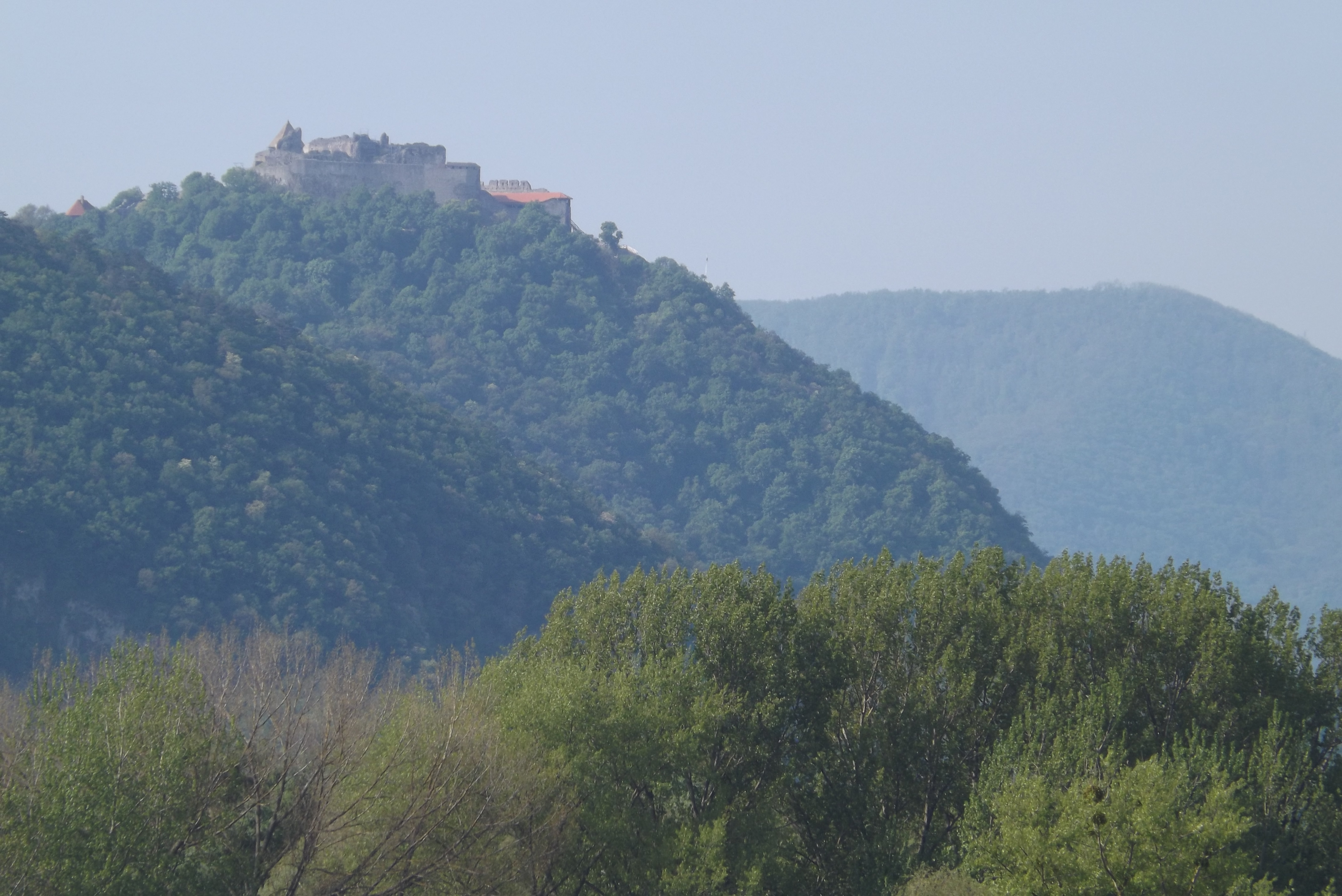
Vue du château de Visegrád.
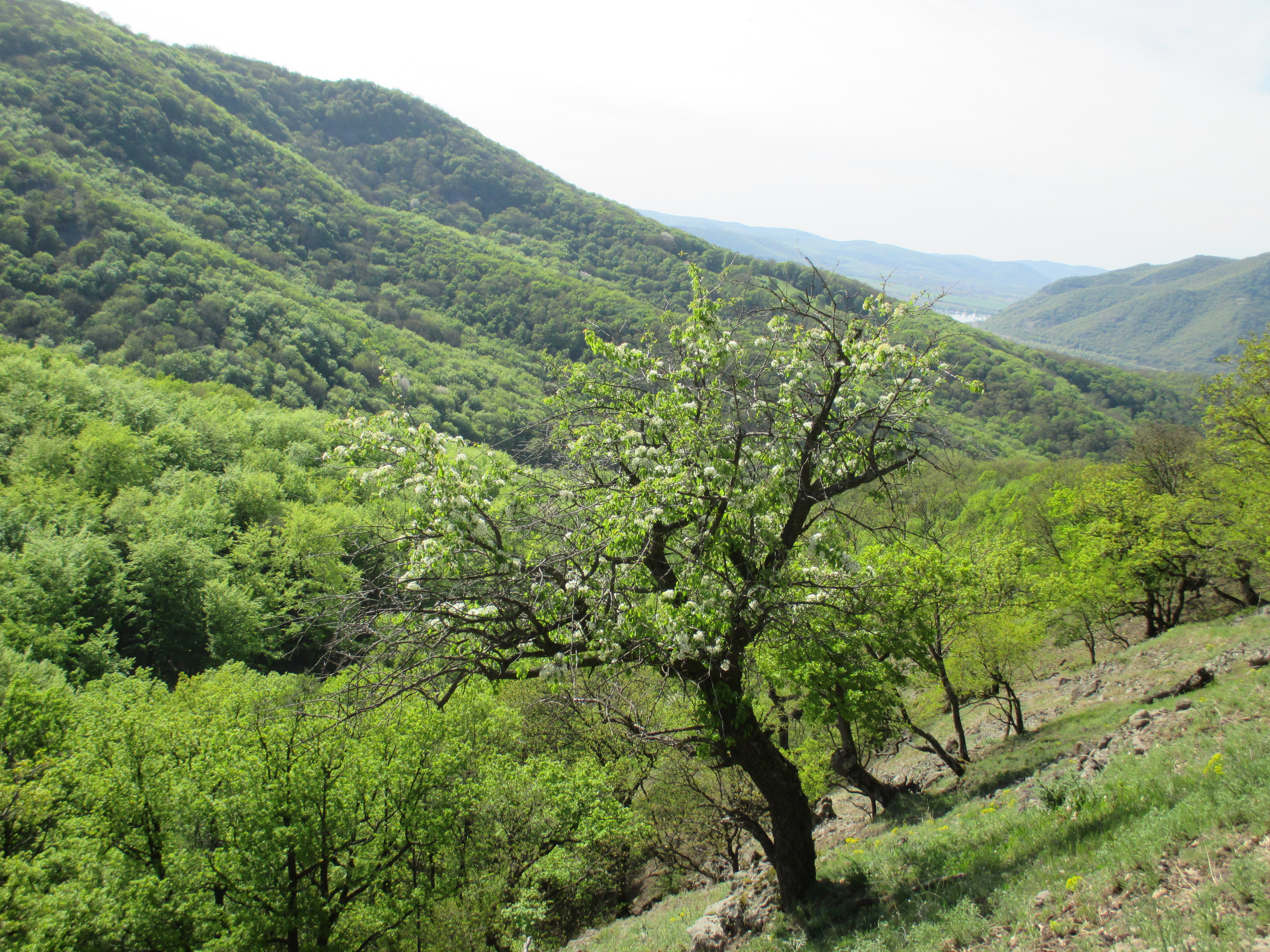
Paysage du massif.
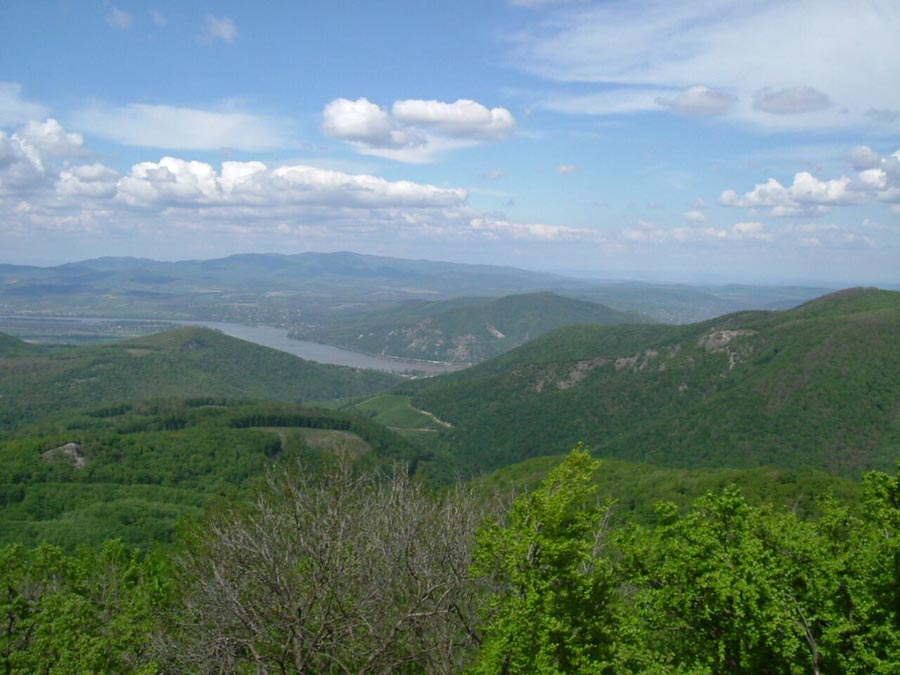
Vue depuis le Dobogó-kő sur le coude du Danube.